# Biddle Motor Car Company
Die Biddle Motor Car Company, ab 1921 Biddle-Crane Motor Car Company, war ein US-amerikanischer Automobilhersteller der 1915–1919 in Philadelphia (Pennsylvania) und danach in New York City ansässig war. Das Unternehmen bediente einen regionalen Markt mit repräsentativen Stadtwagen, von denen einige mit Duesenberg-Walking-Beam-Motoren ausgestattet waren. Das Unternehmen gilt als erstes, das in den Vereinigten Staaten eine Designerin mit Gestaltungsarbeiten beauftragte. Zwischen 1915 und 1922 wurden etwa 1750 Biddle-Automobile von drei Inkarnationen desselben Unternehmens hergestellt. Markennamen war Biddle, später wurden die Fahrzeuge inoffiziell auch als Crane-Biddle und Biddle-Crane bezeichnet.

## Unternehmensgeschichte
Die Biddle Motor Car Company verdankt ihre Entstehung dem Umstand, dass wohlhabende Bürger von Philadelphia einen Markt für einen in der Region hergestellten Stadtwagen mit Prestige-Charakter sahen. Präsident der Gesellschaft war A. Mc. I. Maris, Chefkonstrukteur Charles Fry. Namensgeber war R. Ralston Biddle aus einer in der Stadt prominenten Familie. Ob er allerdings mehr als seinen Namen beigesteuert hat, scheint fraglich.

### Stadtwagen für gehobene Ansprüche
Die Anforderungen an ein solches Fahrzeug waren: Wendigkeit im Stadtverkehr, Prestige und Komfort. Der Biddle war nicht gedacht als Reise- oder Sportwagen. Die Technik war einfach und unspektakulär. Für ein Luxusfahrzeug aus dieser Zeit hatte er einen kurzen Radstand für mehr Handlichkeit im Stadtverkehr. Weil es keine sportlichen Ambitionen gab, war eine leichte Bauweise weniger erforderlich als eine stabile Basis für hochwertige Karosserien. Als Konstrukteure werden Charles Fry und Otto R. Bieler genannt.
Alle Biddle-Automobile waren Assembled vehicles, das heißt, dass sie aus Bestandteilen und Komponenten von Zulieferern zusammengestellt wurden. Das war eine weit verbreitete Methode, die auch kleineren Herstellern eine rationelle und profitable Produktion ermöglichte. Sie ging weit über die übliche Verwendung von zugekauften Karosserien oder Motoren hinaus und umfasste praktisch jedes verwendete Fahrzeugteil bis hin zum Kastenrahmen und den Achsen.
Fast alle Biddle-Fahrzeuge erhielten den technisch unauffälligen aber soliden Buda-Vierzylindermotor WTU, der normalerweise Nutzfahrzeuge antrieb und auch in einigen Taxis verwendet wurde. Eine sehr kleine Zahl Biddle-PKW wurde mit angepassten Rennmotoren von Duesenberg ausgestattet, was diesen Fahrzeugen trotz ihres relativ hohen Gewichts ansprechende Fahrleistungen verlieh. Die Brüder Duesenberg verwendeten eine Ventilsteuerung mit untenliegender Nockenwelle, langen Kipphebeln und im Zylinderkopf „liegend“ angeordneten Ventilen. Wegen der offen liegenden Kipphebel, die dem Balancier („Walking Beam“, „gehender Balken“) einer Dampfmaschine ähnlich sehen, wurde sie Walking-Beam-Ventilsteuerung genannt.
Möglicherweise wurde auch ein einzelnes Fahrzeug mit der Rochester-Duesenberg genannten Weiterentwicklung dieses Motors gebaut. Es war jahrelang als Biddle in der Harrah-Kollekton in Reno (Nevada) ausgestellt, wird aber heute aber als Argonne gesehen.

### Miriam Warren Hubbard: Erste Automobildesignerin in den USA?
Automobilkarosserien wurden zu dieser Zeit weitgehend von Hand gefertigt; bei einigen Massenprodukten wie dem Ford Modell T oder dem Dodge 30 erfolgte sie am Fließband. Bei anderen Herstellern wurde die Produktion insofern rationalisiert, als man beim Karossier die Aufbauten nach dem geschätzten Bedarf bestellte. Dieser konnte dann einzelne Teile vorproduzieren. Solche Aufbauten nennt man „Semi-Custom“ oder, falls die Version im Verkaufskatalog des Herstellers gezeigt wurde, „Werkskarosserie“, auch wenn sie meistens in Spezialbetrieben und nicht beim Autobauer selber entstanden und ebenfalls stark individualisiert werden konnte. Die Entwürfe stammten gelegentlich von selbständigen Designern, in der Regel aber aus der Zeichenabteilung des Karosseriebauers.
Wenig Spielraum gab es für den Karosseriebauer bei der Gestaltung der Motorhaube, die vorn durch die Kühlermaske und hinten durch die Feuerwand definiert waren. Während letztere häufig auch ein versteifendes Element des Fahrgestells war und zu diesem gehörte, was die Kühlermaske für das Wiedererkennen der Automarke wichtig. Die meisten Autohersteller entwarfen und produzierten daher selber Kühlermaske, Motorhaube und oft auch die Kotflügel. Diese Komponenten lieferten sie zusammen mit dem Fahrgestell an den Karosseriebauer. Später kamen auch Scheinwerfer, Stoßstangen und Scheibenrahmen für die offenen Versionen hinzu. Die elegante Gestaltung dieser markentypischen Elemente war eine der ersten Aufgaben für Automobildesigner, die meistens einen Abschluss als Werbegrafiker mitbrachten oder bei einem Wagen- oder Karosseriebauer gelernt hatten.
Bei Biddle ging man einen etwas anderen Weg. Eine der ersten Kundinnen, Miriam Warren Hubbard, steuerte wesentliche Designelemente des Biddle bei, insbesondere den in Europa in Mode gekommenen „Spitzkühler“. Biddle ließ ihn in der Folge bei der English & Mersick Manufacturing Company in New Haven (Connecticut) anfertigen. Er glich jenem der zeitgenössischen Mercedes-Wagen. Miriam Warren Hubbard ist somit die erste Automobildesignerin in den Vereinigten Staaten mit einem belegbaren Serienmodell in ihrem Portfolio. Das ist insofern bemerkenswert, als Biddle hauptsächlich wegen der hochwertigen Karosserien und der eleganten Erscheinung gekauft wurden. Der Erfolg ihrer Entwürfe zeigt sich nicht zuletzt darin, dass mehrere Zulieferer den Biddle als Kundenbeispiel in ihren eigenen Anzeigen abbildeten, darunter auch der Motorenlieferant Duesenberg.
Otto Bieler ging nach Abschluss der Arbeiten nach Jersey City (New Jersey), wo er mit Harold E. Porter 1919 die Argonne Motor Car Company gründete, die ein ähnliches Fahrzeug, aber mit sportlicherer Note, herstellte. Nur etwa 25 Argonne wurden von 1919 bis 1920 gebaut.

### Verhaltener Start

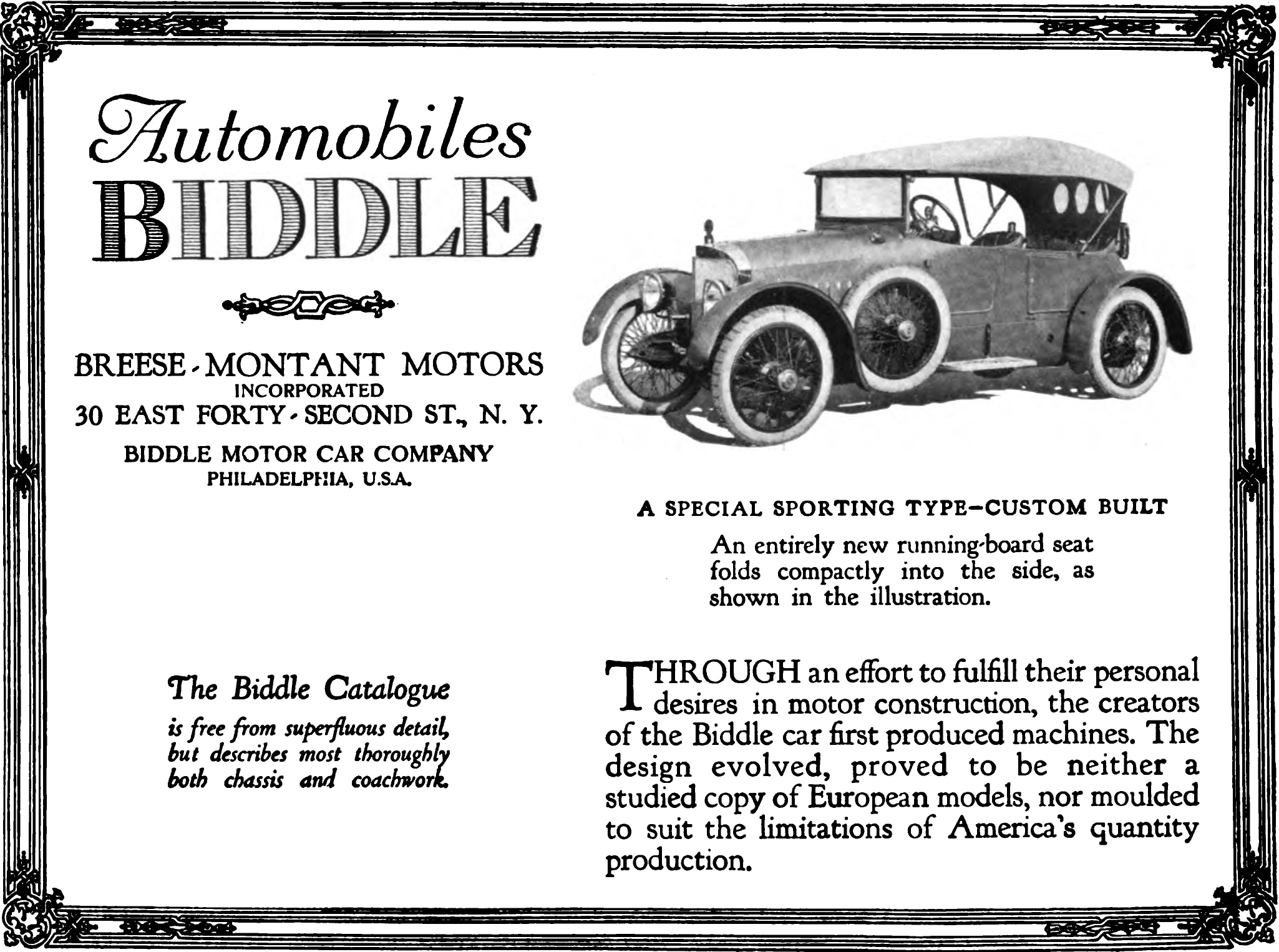
Anzeige einer Biddle-Markenvertretung. Das abgebildete Modell D Sporting Type war demzufolge ein „Custom“, also eine Sonderanfertigung (1917).

Die Produktion des Biddle begann 1915. Diese Fahrzeuge werden dem ersten Modelljahr 1916 zugerechnet. In diesen ersten beiden Kalenderjahren entstanden je etwa 100 Fahrzeuge, was im erwarteten und erwartbaren Rahmen lag. Unklar ist, ob ein von einer einzelnen Quelle genanntes Model C identisch ist mit dem Model D, den die meisten Quellen für 1915 bis 1919 vermerken. Groß waren die Unterschiede ohnehin nicht; Biddle baute während der ganzen Produktionszeit praktisch das gleiche Auto. Variiert wurden Radstand, Anzahl und Zusammensetzung der aufgeführten Werkskarosserien und, bei einer sehr kleinen Anzahl Fahrzeuge, der Motor.

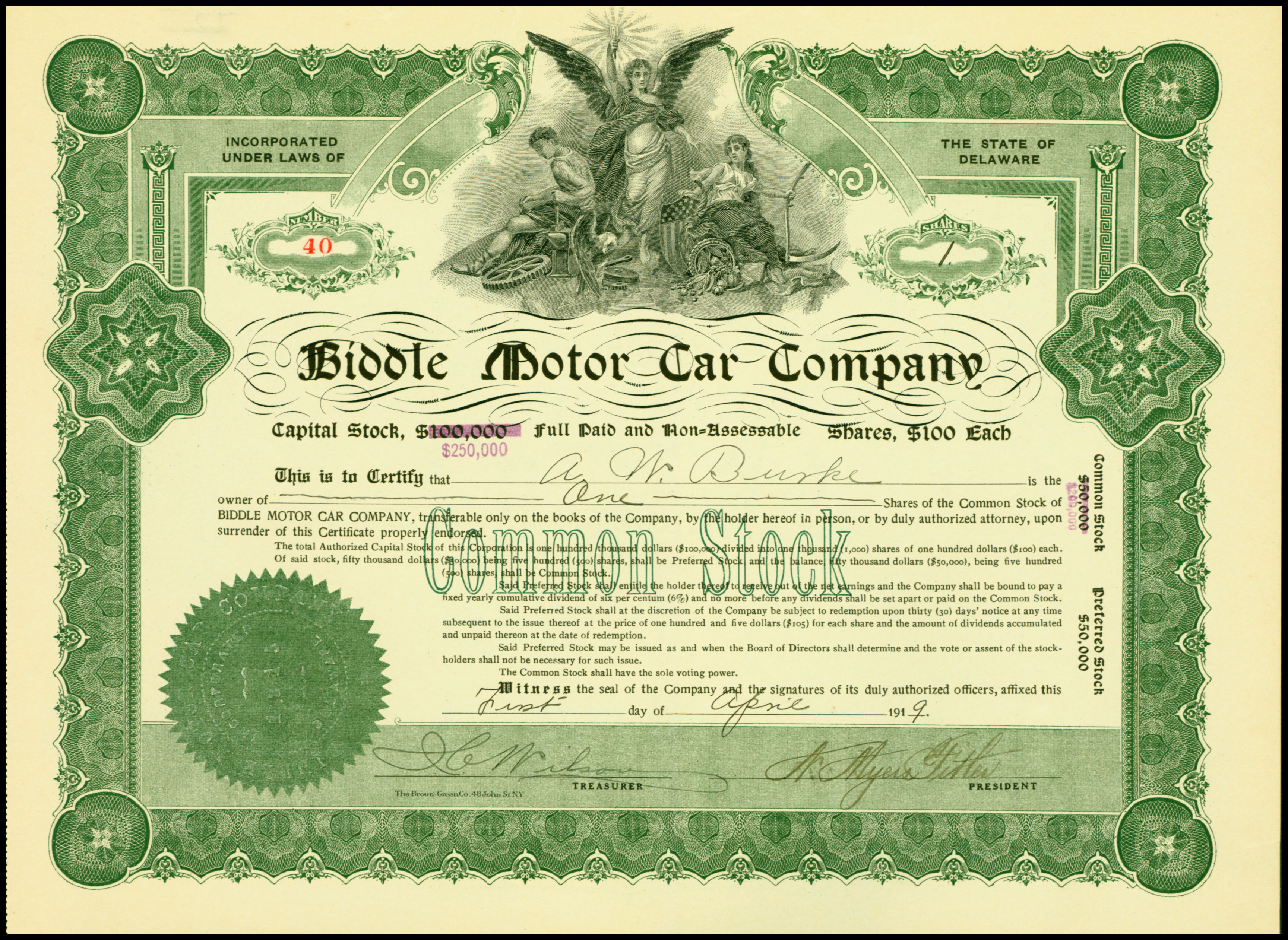
Aktie der Biddle Motor Car Corporation (1919).

In den folgenden drei Produktionsjahren von 1917 bis 1920 wurden nie mehr als jeweils 500 Fahrzeuge gebaut. 1918 wurden die Preise erhöht.
Einen besseren Marktzugang erhoffte man sich durch eine Verlegung des Unternehmens nach New York City. 1919 wurde der neue Hauptsitz in eine Liegenschaft an der Kreuzung Fifth Avenue und 142. Straße verlegt. Um diese Zeit wechselte Maris als Geschäftsführer zum Luxuswagenhersteller Du Pont Motors.
Biddle konnte den „Makel“ eines nur konfektionierten Automobils nicht ablegen. In die Zeit dieser Schwierigkeiten fallen so denkwürdige Ereignisse wie die Aufnahme der Automobilproduktion beim ehemaligen Motorenbauer Lincoln, die Neuausrichtung bei General Motors unter Alfred P. Sloan, mit der Cadillac als exklusivste Konzernmarke etabliert wurde und die Lancierung des Packard Single Six, mit dem die angesehene Luxusmarke erstmals seit zehn Jahren ihr Programm nach unten erweiterte. Das neue Modell stellte eine direkte und ernsthafte Konkurrenz für Biddle dar. Die Ursachen für die Probleme des Unternehmens scheinen aber nicht nur in der neuen Aufteilung des Luxusmarktes gelegen zu haben, sondern auch in seiner kritischen Größe, wodurch es stets knapp an der Rentabilitätsgrenze arbeitete, und einem zunehmend alternden Produkt in einer sich auflösenden Marktnische. Biddle gehörte zu den letzten Oberklasse-Herstellern, die auf Vierzylindermotoren setzten. In den USA gab es zudem von 1920 bis etwa 1922 eine kurze aber heftige Rezession, deren Ursachen in einer Landwirtschaftskrise zu suchen sind und die der ganzen Volkswirtschaft zu schaffen machte.

### H.C. Maibohm

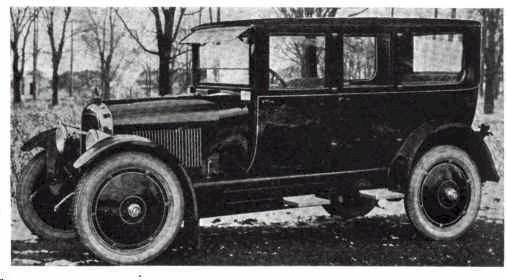
Maibohm Model B Sedan (1922).

1920 wurde das angeschlagene Unternehmen an ein Konsortium von Geschäftsleuten verkauft, zu denen auch H.C. Maibohm gehörte. Er war als Inhaber der Maibohm Motors Company in Sandusky (Ohio) selber ein Hersteller konfektionierter Automobile und kam aus dem Kutschen- und Karosseriebau. Das war der Beginn einer komplizierten Folge von Übernahmen.
Zuerst zerschlugen sich H.C. Maibohms Pläne, einen kleinen Konzern um die Marken Maibohm und Biddle zu bilden. Die Gruppe übernahm sich mit den Bemühungen zur Sanierung der Biddle Motor Car Company und scheiterte schließlich daran, dass sie einige kleinere Bestandteile für 40 bestellte und fast fertiggestellte Biddle nicht bezahlen konnte, weil der betreffende Zulieferer nicht gewillt war, ausstehende Zahlungen zu stunden, ehe frühere Ausstände beglichen waren. Dazu fehlten Biddle die Mittel.

### Biddle-Crane Motor Car Company
So kam es schon Anfang 1921 zu einem weiteren Verkauf des Unternehmens an ein Konsortium um F. L. Crane, der es als Biddle-Crane Motor Car Company neu organisierte. Nach Bezahlung der offenen Rechnungen konnten die 40 bestellten Fahrzeuge endlich ausgeliefert werden; sie sind auch als Biddle-Crane bekannt.

### Einflüsse und weitere Entwicklungen: Hare’s Motors

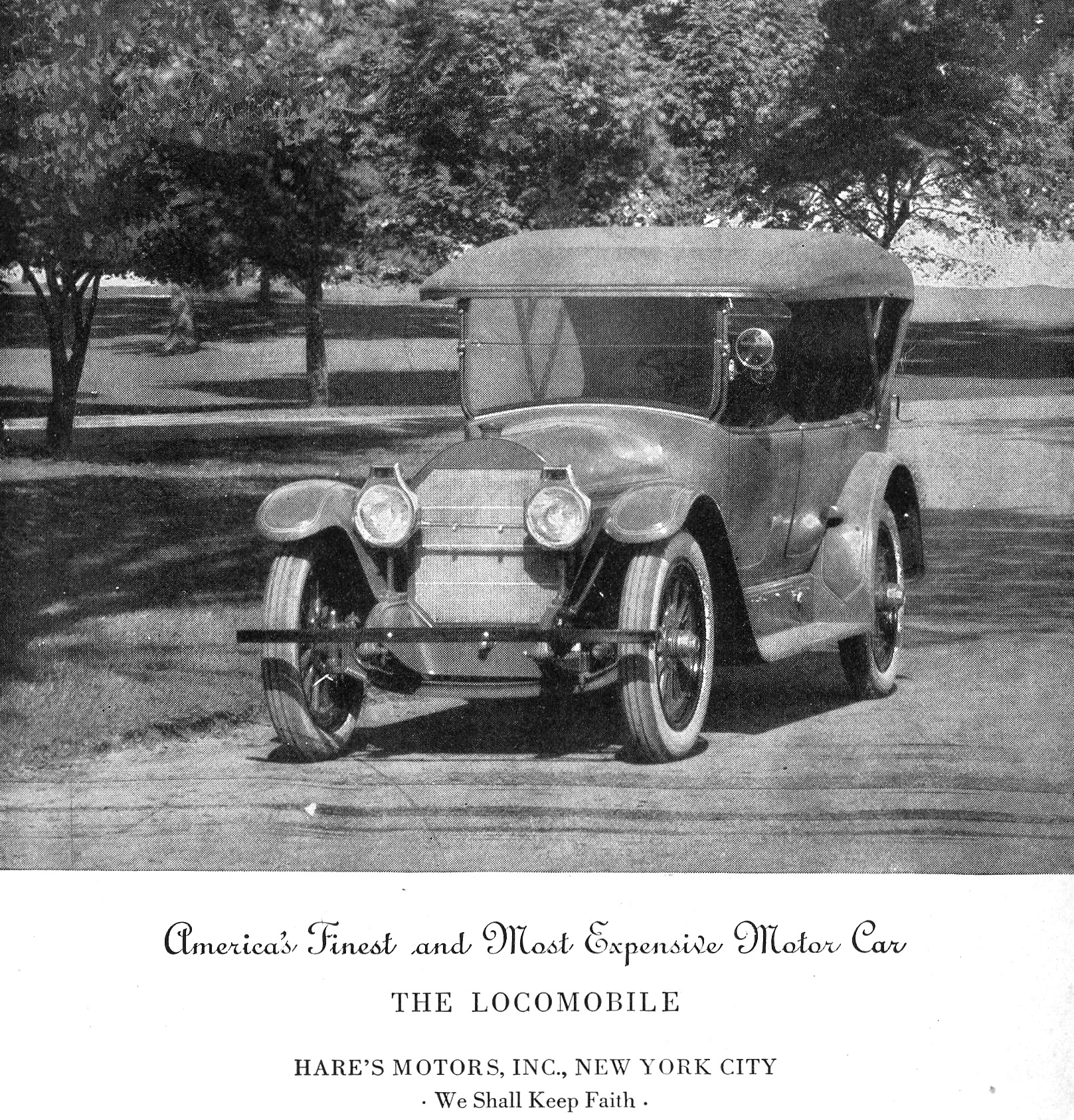
Werbung von Hare’s Motors für Locomobile-Automobile. Abgebildet ist ein Locomobile Model 48 Sportif (1920).

Ende 1919 erwarben New Yorker Investoren den traditionsreichen Sportwagenhersteller Mercer Automobile Company und gründeten die Holdinggesellschaft Hare’s Motors als Muttergesellschaft. Kurz darauf wurden zwei weitere, sehr angesehenen Hersteller von Luxuswagen, die Simplex Automobile Company und die Locomobile Company of America angegliedert. Die von Emlem S. Hare geführte Unternehmensgruppe geriet bereits 1921 in Insolvenz.
Während sich H.C. Maibohm in New York noch um die Rettung der Biddle Motor Company bemühte, geriet sein eigenes Unternehmen in Schwierigkeiten. Mit einer fatalen Vorwärtsstrategie versuchte er einen Befreiungsschlag und erwarb im April 1922 aus der Insolvenzmasse von Hare’s Motors die Simplex Automobile Company. Auch dieser zweite Versuch Maibohms, einen Konzern zu bilden, schlug fehl. Schon im Mai 1922 übernahmen Maibohms Gläubiger seine Maibohm Motors. Sie reorganisierten das Unternehmen im August als Arrows Motors und danach als Courier Motors. Auch sie hatten keinen Erfolg und die Produktion des Courier endete noch 1923. H. C. Maibohm organisierte später ein Unternehmen zur Herstellung von Radiogeräten.

### Biddle-CranesInsolvenz
Die finanziellen Probleme um Maibohm führten Anfang 1921 zu einem weiteren Verkauf der Biddle Motor Car Company an ein Konsortium um F. L. Crane, der es als Biddle-Crane Motor Car Company neu organisierte. Crane hatte bereits Simplex aus der Insolvenz von Hare’s Motors erworben, als Crane-Simplex Company reorganisiert und dessen Produktion nach Long Island City verlegt. Ob F. L. Crane verwandt war mit dem Automobilpionier und späteren Chefingenieur von Simplex, Henry Middlebrook Crane konnte nicht nachgewiesen werden. H. M. Crane hatte 1914 sein eigenes Unternehmen, die Crane Motor Car Company, an Simplex verkauft.
Dass die kleine Produktion des nunmehr auch Biddle-Crane genannten Automobils mit jener des Crane-Simplex zusammengelegt wurde, erscheint naheliegend, lässt sich aber anhand der Quellen weder belegen noch ausschließen. Nach Bezahlung der offenen Rechnungen konnten die 40 bestellten Fahrzeuge doch noch ausgeliefert werden.
Unter der neuen Geschäftsleitung wurde die Biddle Series B fortgesetzt, wenngleich 1920 kaum Fahrzeuge zur Auslieferung gelangt sein dürften. 1921 wurde Raulang als Zulieferer der Werkskarosserien gewonnen. Dabei handelte es sich um die 1919 eingerichtete Karosseriesparte der Baker, Rauch & Lang Company in Cleveland (Ohio). Rauch & Lang war schon zuvor ein angesehener Karosseriebauer gewesen. Nach der Fusion mit Baker Electric, der Eingliederung des Owen Magnetic und einer Kapitalspritze von General Electric war es dort zu einer Reorganisation gekommen.
Nur sehr wenige Biddle mit solchen Aufbauten wurden hergestellt. Nachdem auch F. L. Cranes Konzern gescheitert war, kam es zur letzten Insolvenz, mit der das Ende beider Marken besiegelt wurde.
In der etwa siebenjährigen Existenzzeit der Marke dürften 1750 Biddle entstanden sein.
Von den anderen unter Hare’s Motors zusammengefassten Unternehmen bestand Mercer bis 1925 – eine versuchte Wiederbelebung scheiterte 1931 – und Locomobile bis 1929. Letztere wurde als neue Top-Marke von Durant Motors aus der Hare's-Insolvenz erworben und ging mit dem Durant-Konzern unter.

## Biddle-Baureihen
Biddle war mit einem Jahresausstoß von maximal 500 Fahrzeugen ein Hersteller mittlerer Größe. In der Modellgeschichte gibt es Lücken, Unklarheiten und Überschneidungen, die sich anhand der vorliegenden Literatur nur teilweise ausräumen ließen. Die folgende Übersicht geht darauf ein und weist auf Ungereimtheiten hin. Für die Überschneidungen sind zwei Ursachen denkbar: Möglicherweise wurde eine interne Unterscheidung eingeführt zwischen Komplettfahrzeugen ab Katalog und nach Wunsch zusammengestellten Automobilen mit individuell gefertigten Aufbauten. Wahrscheinlicher ist, dass Biddle eine Jahresproduktion festgelegt hatte und entsprechende Abnahmeverpflichtungen gegenüber den Zulieferern eingehen musste. Die nächste Serie lief an, wenn die Teile aufgebraucht waren; dies musste nicht mit dem Modelljahr zusammenfallen.

### Model C (1915)

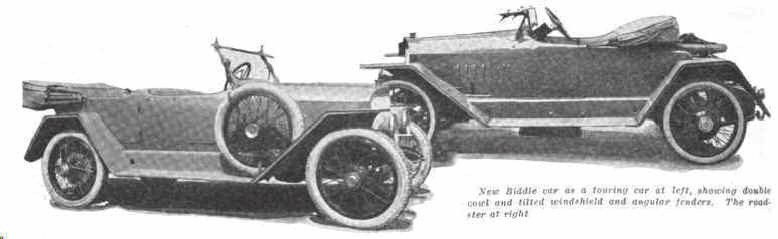
Biddle Model D Touring und Roadster (1915). Die kantigen Kotflügel kamen rasch aus der Mode.

Das Model C wird nur von einer einzelnen Quelle erwähnt, und diese nennt nur wenige technische Daten. Angeführt wird ein Vierzylindermotor unbekannter Herkunft; die Spezifikationen fehlen. Der Radstand beträgt 120 Zoll (3048 mm), wie er von allen bekannten Quellen für 1915 und 1916 genannt wird.
Das Fahrzeug scheint zunächst nur als viersitziger Touring zu US$ 1700,- auf den Markt gekommen zu sein, ein Werkbild zeigt allerdings auch eine Roadster-Version.
Frühe Fahrgestelle kosteten US$ 1650,-; die Quelle für das Modell C nennt wenig plausible US$ 1700,- für das karossierte Fahrzeug. Möglicherweise kann Model C als frühe Variante oder Vorserie des länger gebauten Model D gelten. war. Dies lässt sich wegen der fehlenden technischen Daten derzeit nicht erhärten.
Für Model C waren die Fahrgestellnummern C200 bis C299 reserviert.

### Biddle Model D (1915–1918)

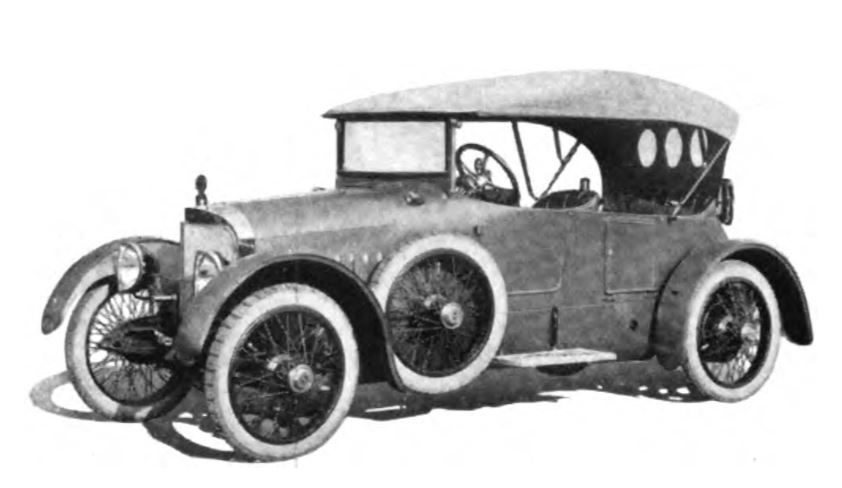
Biddle Model D Custom Sporting Type (1917)

Im Prinzip baute die Biddle Motor Car Company während ihrer ganzen Existenz ein einziges Modell, aber dieses in zahlreiche Varianten. Diese wiederum unterscheiden sich nur in Details vom Grundmodell, typischerweise in Radstand, lieferbaren Werkskarosserien und – sehr selten – durch einen anderen Motor. Als dieses Grundmodell kann der Biddle Model D gesehen werden. Wie erwähnt, betrug sein Radstand 120 Zoll (3048 mm); eine Quelle (sie deckt nur das Modelljahr 1915 ab) nennt zusätzlich 122 Zoll (3099 mm). Als Antrieb ist ein wassergekühlter, seitengesteuerter Vierzylindermotor Buda WTU-Motor nachgewiesen. Seine Kenndaten sind: Hubraum 226,4 c.i. (3710 cm³); Leistung 48 bhp (36 kW) bei 2200/min, N.A.C.C.-Rating 22,5 HP (bei Kimes/Clark auf 23 HP gerundet).
Nach Kimes/Clark wurde Model D von 1915 bis 1918 gebaut, danach findet sich dort keine Modellbezeichnung mehr. Demnach wuchs der Radstand 1917 auf 121 Zoll (3073 mm). Die Preise entwickelten sich schnell nach oben; schon 1917 kostete ein Touring ab US$ 2275,-.
Einige wenige Walking-Beam-Motoren sind bei Biddle für 1915 belegt, ohne dass sich dafür eine eigene Modellbezeichnung finden ließ. Dies stützt die Feststellung des Duesenberg-Historikers Fred Roe, dass der Duesenberg-Motor gegen einen Aufpreis von US$ 1000,- für jedes Biddle-Fahrzeug erhältlich war. Dieser gewaltige Mehrpreis entsprach etwa dem Gegenwert von zwei fabrikneuen Ford Modell T. Biddle mit Duesenberg Walking Beam-Motoren dürften bis auf wenige Details technisch dem Biddle Model HA entsprochen haben.

### Biddle Model H (1917–1919)

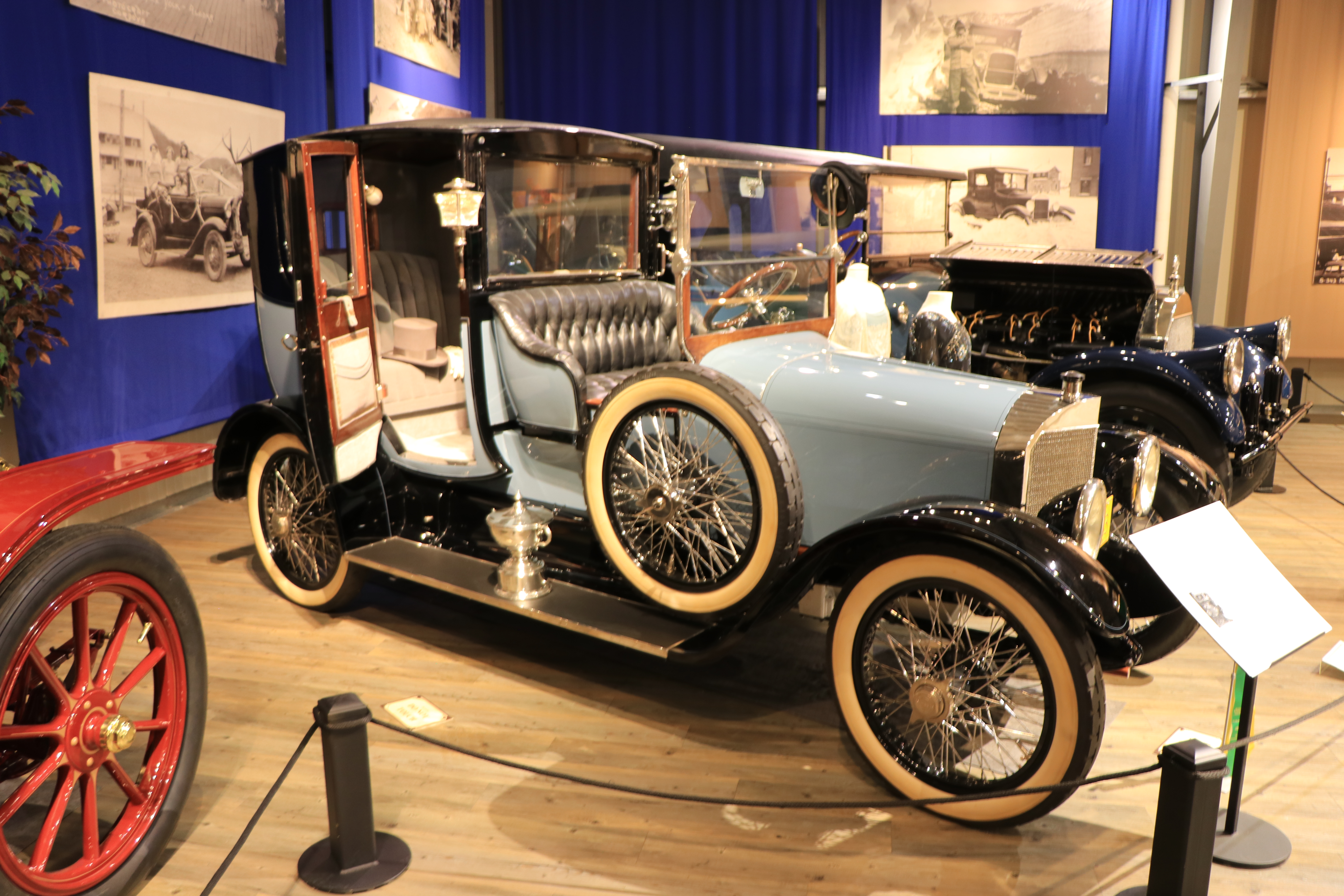
Biddle Modell H in einem Museum in Fairbanks (2022)

Obwohl diese Baureihe der Nachfolger des D als neues Standardmodell anzusehen ist und in den absatzstärksten Jahren des Unternehmens angeboten wurde, findet sich dazu bei einer der verwendeten Hauptquellen, Kimes' und Clarks Standard Catalog of American Cars 1805–1942, gar keine Erwähnung; dieser nennt bis 1918 das Model D und verzichtet danach auf eine Zuordnung.
Dennoch ist das Model H  nachgewiesen. Es existiert auch ein auf 1918 datiertes Fahrzeug. Technisch gibt es keine großen Unterschiede zwischen Model D und H. Möglicherweise sind sie komplett baugleich, zumindest besteht aber eine enge technische Ähnlichkeit. Unverändert wurden Buda-Motoren verwendet und auch der Radstand blieb bei 121 Zoll (3073 mm). 1917 betrug die Preisspanne US$ 2275,- bis 4000,- 1918 wurden die Preise angehoben auf US$ 2600,- bis 4100,- und 1919 ein weiteres Mal auf US$ 2750,- bis 4500,-.

### Biddle Model HA und K (1917–1918)

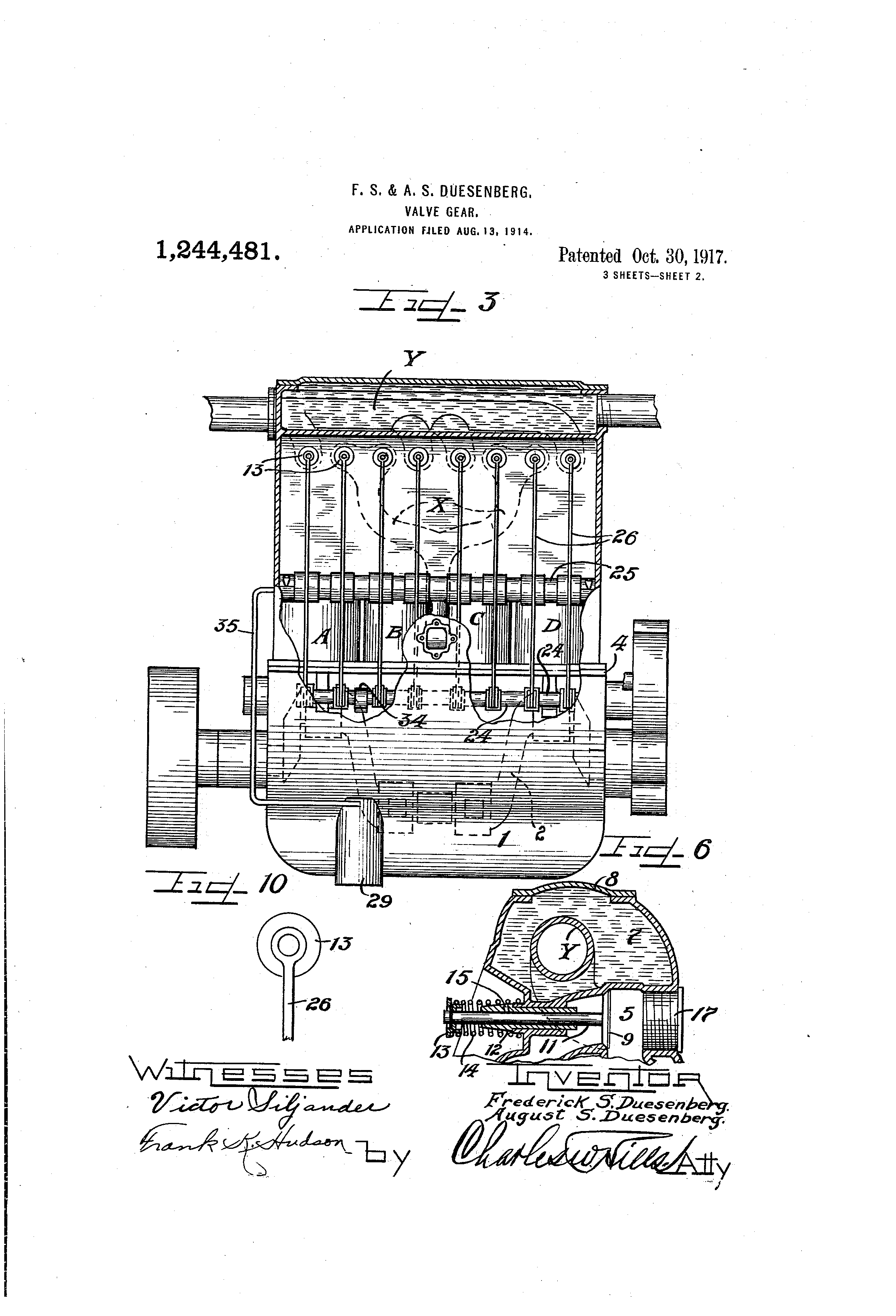
Patentzeichnung des Duesenberg-Motors mit Walking-Beam-Ventiltrieb (1913).

Es gibt nur eine Biddle-Baureihe, für die ganz klar ein anderer als ein Buda-Motor nachgewiesen ist. Dabei handelt es sich um die in kleinen Stückzahlen gebaute Ausführung mit einem Walking-Beam-Vierzylindermotor der Duesenberg Motors Corporation (DMC) in Elizabeth (New Jersey). Das Unternehmen gab 1915 eine Broschüre heraus, die eine Straßenversion des bekannten Rennwagenmotors in Aussicht stellte. Die bezeichnung lautete Model A respektive A-3.
Auch hier entstand einige Verwirrung um Biddles Bezeichnungen und verschiedene Details. Nach den Duesenberg-Historikern Fred Roe und Don Butler lautete die Bezeichnung K, nach der Collector Car Database HA. Sie führt zudem – offensichtlich fehlerhaft – Model K mit den Motordaten des Buda WTU (ohne diesen zu nennen) und unrealistischen 90 bhp (67 kW) Leistung. Andererseits listet der Standard Catalog of American Cars 1805–1942 keine Baureihe mit Duesenberg-Motor, erwähnt aber, dass es Biddle mit solchen gedrosselten Rennmotoren gegeben hat. Allerdings führt der Standard Catalog den Motor mit einem Hubraum von 350,5 c.i. (5735 cm³) und einer etwas gedrosselten Leistung (100 bhp für die Rennwagen). Ein solcher Motor konnte nicht eruiert werden; wahrscheinlich handelt es sich hierbei um einen Druckfehler bei Kimes. Duesenberg bot den Walking-Beam-Motor in zwei Versionen an. Der kleinere leistete 80 bhp (60 kW) aus 301 c.i. (4899 cm³) Hubraum, der größere 103 bhp (77 kW) aus 360 c.i. (5899 cm³) Hubraum (aufgrund unterschiedlicher Umrechnungen und Rundungen finden sich auch 360,5 c.i. und weitere angenäherte Werte). Sowohl Roe wie auch Butler legen sich aber eindeutig fest auf den kleineren dieser beiden Motoren. Beide stimmen auch darin überein, dass es kein äußerliches Unterscheidungsmerkmal zwischen Buda- und Duesenberg-motorisierten Fahrzeugen gibt. Nach Roe kündigte  Biddle bereits Ende 1915 und damit als erster Automobilhersteller an, ein Modell mit dem neuen Walking Beam-Motor herauszubringen. Bis zur Umsetzung dauerte es danach bis zum Spätsommer 1917 und damit über zwei Jahre. Dies liegt auch darin begründet, dass die Ankündigung der Duesenbergs zu früh erfolgte.
Die ältesten Aufnahmen eines Biddle K datiert vom Frühherbst 1917. Sie zeigen den ersten Wagen der Baureihe, einen viertürigen Touring. Wie lange Model K im Programm blieb, ist unklar. Duesenberg Motors hatte stets Lieferschwierigkeiten. Spätestens Anfang 1918 wurde die Produktion ganz auf Flugzeugmotoren umgestellt und der zivile Markt nicht mehr bedient.

### Model K Roadster
Von einem Biddle Roadster existiert eine undatierte Aufnahme, die das attraktive Fahrzeug am Rand einer Rennstrecke zeigt. Das Fahrgestell dieses Autos wurde möglicherweise verkürzt und es ist mit einer optionalen Biflex Stoßstange ausgestattet. Dieses Fahrzeug wird der K-Baureihe zugeschrieben und auf das Jahr 1918 datiert. Das Foto findet sich auch in einer älteren Ausgabe von Georganos Standardwerk über Automobilmarken mit der Bildunterschrift 1918 Biddle Model K 7 Litre Roadster was wenig Sinn ergibt. Es ist auch online verfügbar. Möglicherweise zeigt die Abbildung den letzten Biddle Model K; dieser wurde 1933 bei einem Unfall zerstört.

### Biddle und Biddle-Crane Series B (1920–1922)

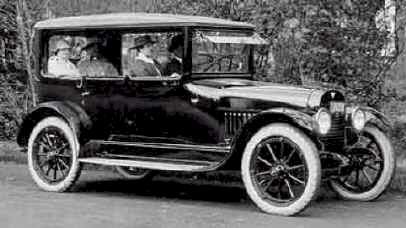
Biddle-Crane Modell B-1 Innenlenker (1922).

Series B löste 1920 den H respektive K als Standardmodell ab. Die Produktion dürfte minimal gewesen sein, denn die Gesamtproduktion von Biddle wird auf 1750 Fahrzeuge geschätzt, von denen rund 1700 vor 1920 entstanden sind. Damit bleiben nur wenig mehr als die vierzig eingangs erwähnten Fahrzeuge von 1920 übrig, die erst im folgenden Jahr als Crane-Biddle ausgeliefert werden konnten. Es scheint, dass der neue Biddle sich technisch nur in Details vom Vorgänger unterschied.
Nach der Collector Cars Database gab es zwei Ausführungen, die sich wohl nur im Radstand unterschieden. Der B-1 behielt den bisherigen Radstand von 121 Zoll (3073 mm). Neu war demnach eine etwas längere Ausführung B-5 mit 125 Zoll (3175 mm).
Kimes und Clark haben wiederum andere Informationen. Sie bestätigen zwar den B-1, kennen aber keinen B-5. Stattdessen führen sie nur 1922 einen B-1 Brougham für sechs Personen, mit ebenfalls 125 Zoll Radstand, sowie eine B-1 (Chauffeur-) Limousine mit sechs Plätzen und einem Radstand von 126 Zoll (3200 mm).

### Ominöser Biddle mit Rochester-Duesenberg Motor

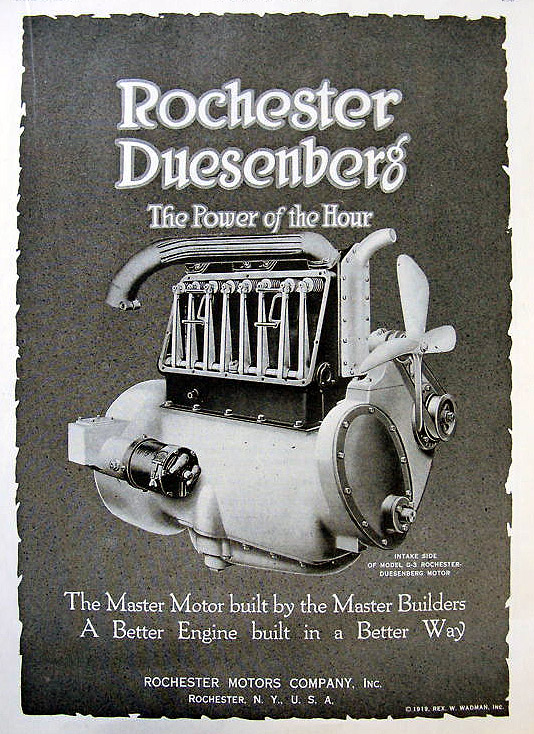
Anzeige der Rochester Motor Co. für Rochester-Duesenberg-Motoren. Abgebildet ist das Fünfliter-Modell G3 (1919).

Ende 1918 erwarb die Rochester Motors Company, Inc. in Rochester (New York) von der in Liquidation befindlichen Duesenberg Motors die Rechte am Walking-Beam-Motor samt Werkzeugen und Konstruktionsplänen. Das Unternehmen gehörte John North Willys, der auch die Duesenberg-Anlagen in Elizabeth erworben hatte. In Zusammenarbeit mit Fred Duesenberg wurde der Motor in kurzer Zeit überarbeitet und serien- und straßentauglich gemacht. Er erschien Ende 1919 als Rochester-Duesenberg Model G mit 301 c.i (ca. 5 Liter) Hubraum und kurz darauf als G-1 mit 340 c.i (ca. 5,6 Liter). Er blieb bis weit in die 1920er Jahre erhältlich.
Es gibt Hinweise darauf, dass ein einzelner Biddle Roadster mit einem Rochester-Duesenberg-Motor ausgeliefert wurde. 1943 tauchte ein solches Fahrzeug als Scheunenfund auf und überstand überraschenderweise sogar die damaligen Altmetall-Sammelaktionen der Regierung, der viele alte Autos zum Opfer fielen. William F. Harrah (1911–1978) erwarb es später und stellte es als Biddle in seiner William Harrah Collection in Reno (Nevada) aus.
Nachdem Fred Roe in den 1980er Jahren Gelegenheit hatte, das Auto in der Harrah-Sammlung zu begutachten, stellte er bereits damals Vermutungen über die tatsächliche Herkunft des Sportwagens an. In seinem Duesenberg-Standardwerk listete er es als Teil einer damals noch angenommenen zweiten Serie von Argonne, die 1920 entstanden sein soll und in die auch Komponenten von Singer und eben Biddle eingeflossen sein sollen. Tatsächlich ist die Zuordnung des Fahrzeugs als Biddle wohl auf Grund von vorgefundenen Komponenten mit einem entsprechenden Logo erfolgt, so auf dem Getriebegehäuse. Roe führt dies auf die personelle Verflechtung der beiden Unternehmen zurück; Otto Bieler machte sich ja nach seinem Weggang von Biddle mit Argonne selbständig. Roe vermerkte ebenfalls schon damals, dass dieses Fahrzeug keine technischen Ähnlichkeiten mit Biddle hatte und fand heraus, dass es vor der Stilllegung zeitweilig als Argonne zugelassen gewesen war. Nach seiner Einschätzung gehörte Biddle zwar zu den Abnehmern von Duesenberg-Motoren, als der Rochester-Duesenberg Ende 1919 erhältlich wurde, stand das Unternehmen jedoch finanziell vor dem Zusammenbruch. Demnach hat Biddle solche Motoren weder eingekauft noch sie in der Firmenliteratur erwähnt oder gar angekündigt. Derzeit befindet sich das Fahrzeug im Besitz des Fountainhead Antique Auto Museum in Fairbanks (Alaska), das es als Argonne Model D mit Baujahr 1920 führt. Folgerichtig wurde dieses Fahrzeug in der nachstehenden Modellübersicht nicht berücksichtigt.
Ein weiterer ehemaliger Mitarbeiter von Biddle machte sich 1919 mit einem Sportwagenprojekt selbständig. Der ehemalige Rennfahrer Wade D. Morton richtete in Philadelphia Meteor Motors, Inc. ein und baute dort mit dem Meteor Series K einen ebenfalls von einem Rochester-Duesenberg-Motor angetriebenen Sportwagen.

### Modellübersicht
Wo nicht anders vermerkt, beruht die nachstehende Übersicht auf den Angaben der Automobilhistoriker Beverly Rae Kimes und Henry Austin Clark, jr. im Standard Catalog of American Cars 1805–1942. 3. Auflage. 1996. Diese Quelle führt nur die Baureihen mit Buda-Motoren an, bestätigt aber die Existenz von Biddle-Fahrzeugen bereits ab 1915.
| Modell Rating | Bauzeit   | Motor                              | Leistung bhp/kW | Radstand in / mm | Karosserien                                                                                       | Preisspanne US$ | Bemerkungen                                                                                             |
| ------------- | --------- | ---------------------------------- | --------------- | ---------------- | ------------------------------------------------------------------------------------------------- | --------------- | --- |
| C             | 1915      | R4                                 |                 | 120 / 3048       | Touring, 4 Pl.                                                                                    | 1700,-          | Alle Angaben: Classic Car Database; wird nur von dieser Quelle gelistet.                                |
| D 22,5 HP     | 1915–1916 | R4 sv Buda WTU 226,4 c.i. 3710 cm³ | 48 / 37,8       | 120 / 3048       | Roadster, Touring, Town Car                                                                       | 1700,-–3000,-   | Fahrgestell US$ 1650,-.                                                                                 |
| D 22,5 HP     | 1915      | R4 sv Buda WTU 226,4 c.i. 3710 cm³ | 48 / 37,8       | 122 / 3099       | Touring, 5 Pl.                                                                                    | 1800,-          | Nur bei Dluhy erwähnt; weitere Karr. möglich. Unklar, ob US$ 1800,- für 120 und 122 Zoll Radstand gilt. |
| D 22,5 HP     | 1917–1918 | R4 sv Buda WTU 226,4 / 3710        | 48 / 37,8       | 121 / 3073       | Raceabout, Roadster, Touring, Brougham, Town Car, Semi-Collapsible Town Car Collapsible Town Car  | 2100,-–3900,-   | Fahrgestell ab 1918 US$ 2095,-.                                                                         |
| HA 25,6 HP    | 1917      | R4 WB Duesenberg 301,6 / 4942      | 80 / 69,7       | 121 / 3073       | Speedster Special, Roadster, Sporting, Touring, Brougham, Sk. Sedan, Landaulet-Brougham           | 3500,-–5000,-   | Duesenberg 350,5 c.i. bei Kimes ist plausibler.                                                         |
| H 22,5 HP     | 1918      | R4 sv Buda WTU 226,4 / 3710        | 48 / 37,8       | 121 / 3073       | Raceabout, Roadster, Touring, Brougham, Town Car, Semi-Collapsible Town Car, Collapsible Town Car | 2100,-–3900,-   | Nach Kimes: Model D, 121 Zoll Radstand (3073 mm)                                                        |
| H 22,5 HP     | 1919      | R4 sv Buda WTU 226,4 / 3710        | 48 / 37,8       | 121 / 3073       | Speedway Special, Touring, Town Car, Coupé, Landaulet, Salon Sedan, Collapsible Town Car          | 2750,-–4400,-   | ; Kimes listet nur Touring und Salon Sedan                                                              |
| K             | 1918      | R4 226,4 / 3710                    | 90 /            | 121 / 3073       | Speedster Special, Roadster, Touring, „Sk Sedan“, Brougham, Landaulet Brougham                    | 3550,-–5050,-   | Unplausible Daten, vgl. Biddle Model HA und K (1917–1918).                                              |
| B-1           | 1920–1921 | R4 sv Buda WTU 226,4 / 3710        | 48 / 37,8       | 121 / 3073       | Roadster, Rosemont King-Roadster, Touring, Sedan, Ormond (Speedway)                               | 2900,-–4600,-   | |
| B-1           | 1922      | R4 sv Buda WTU 226,4 / 3710        | 48 / 37,8       | 121 / 3073       | Roadster, Speedway, Coupé, Sedan                                                                  | 3475,-–4350,-   | |
| B-5           | 1920–1921 | R4 sv Buda WTU 226,4 / 3710        | 48 / 37,8       | 125 / 3175       | Touring, Town Car                                                                                 | 3950,-–6800,-   | Fahrgestell US$ 3000,-.                                                                                 |
| B-5           | 1922      | R4 sv Buda WTU 226,4 / 3710        | 48 / 37,8       | 125 / 3175       | keine Angaben                                                                                     |                 | [ 35 ]                                                                                                  |

## Marktposition

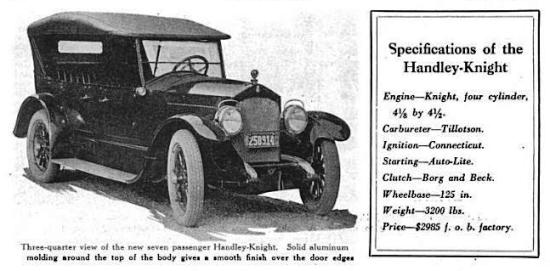
Anzeige für den Handley-Knight Model A 7-passenger Touring (1920).

Der US-Automarkt befand sich zu Beginn der 1920er Jahre in einem tiefgreifenden Wandel, der von mehreren Ursachen ausging. Eine davon war die Dominanz des Ford Modell T in der unteren Preisklasse. 1924 war jeder zweite in den USA verkaufte Neuwagen ein T-Modell; General Motors erreichte mit allen seinen Marken zusammen einen Marktanteil um 23 Prozent. Der Rest des Marktes verteilte sich auf einige kleinere Konzerne und Dutzende von Kleinmarken, die oft einen regionalen Markt bedienten. Die Produktionsmethoden, die Ford zur bei weitem vorherrschenden Marke machten, führten dazu, dass Mitbewerber auf höherpreisige Marktsegmente auswichen, dass diese Methoden auch auf teurere Autos ausgeweitet wurden und auch zu einer Marktbereinigung durch Fusionen und Übernahmen. Die erwähnte Wirtschaftskrise zog ebenfalls erhebliche Verwerfungen nach sich, dazu kam die schlechte Zahlungsmoral der US-Regierung, die dazu führte, dass manche Unternehmen aufgeben mussten, darunter Lozier oder Inter-State. Betroffen von der Rezession waren auch etliche neue Unternehmen mit ungenügender Kapitaldecke wie Apex Motor Corporation (Marke Ace), Argonne Motor Car Company, Daniels Motor Company, Hal Motor Car Company (Marke HAL), Handley-Knight, Kenworthy Motors Corporation, LaFayette Motors Corporation oder American & British Manufacturing Corporation (Marke Porter). Viele der genannten Unternehmen bedienten das gleiche Preissegment wie Biddle. Andererseits verloren traditionsreiche Unternehmen rasch die Käufergunst, etwa, wie gesehen, beim abrupten Ende von Hare’s Motors, mit gleich drei Traditionsmarken (Locomobile, Mercer und Simplex).

## Technik
Wie viele andere Motorfahrzeuge kleinerer Hersteller war auch der Biddle ein Assembled vehicle. Solche Fahrzeuge – verbreitet waren auch Nutzfahrzeuge, Motorräder und Traktoren – bestehen aus zugekauften Komponenten. Der Hersteller trat demnach nur als Konfektionär auf, der alle wesentlichen Komponenten auf einem freien Markt mit breitem Sortiment einkaufte, anstatt sie selber zu produzieren oder nach seinen Angaben fertigen zu lassen. Erhältlich war so praktisch jedes Bestandteil von Motoren, Getrieben, Achsen und vorgefertigten Leiterrahmen bis zu Beschlägen, Scheinwerfern und anderer elektrischer Ausrüstung. Die entsprechenden Anbieter waren auch darauf spezialisiert, ihre Kunden gezielt zu beraten und allenfalls kundenspezifische Kleinserien aufzulegen. Auch die Ingenieurleistung bei Biddle bestand weitgehend darin, die am besten geeigneten Bestandteile zu einem angemessenen Preis zu finden, sie möglichst harmonisch aufeinander abzustimmen und das Fahrzeug danach zu montieren.
Die Fertigungsqualität des Biddle war sehr gut und die Marke war durchaus angesehen.

### Motoren

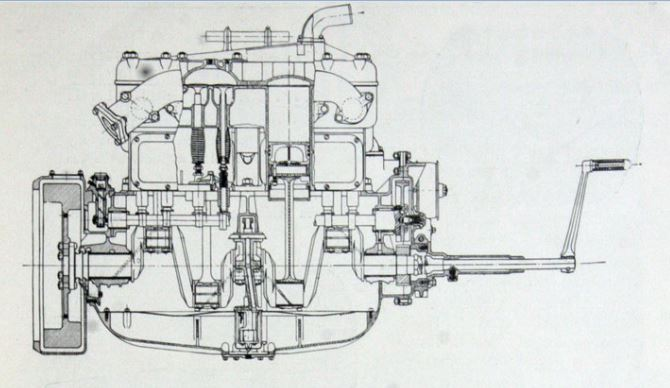
Typischer Buda-Vierzylindermotor für Personenwagen und Nutzfahrzeuge (1920).

Fast alle Biddle hatten einen Vierzylindermotor von Buda des Typs WTU. Dies war ein weit verbreitetes und über einen langen Zeitraum hergestelltes Produkt, das überwiegend in Nutzfahrzeugen und auch in einigen Taxi-Modellen wie einigen frühen Checker-Baureihen oder dem Traveler-Taxi verwendet wurde. Auch als Antrieb für Personenwagen ist der Motor, wenn auch seltener, nachweisbar.
Bereits 1915 gab es einige wenige Biddle Model HA und möglicherweise K mit dem erwähnten Duesenberg-Walking-Beam-Vierzylindermotor, wodurch sich die Leistung von 48 auf etwa 80 bhp erhöhte; in der Rennausführung leisteten diese Motoren um 100 bhp.

### Kraftübertragung
Nicht für alle Modelle ist die Herkunft des Getriebes geklärt. In der Regel wird ein konventionelles Vierganggetriebe von Brown-Lipe genannt, gelegentlich mit Overdrive.
Für 1916 wird eine Einscheibenkupplung erwähnt; der Achsantrieb der Salisbury-Hinterachse war mit 4 : 1 untersetzt und spiralverzahnt. Ab etwa 1920 scheinen Untersetzungen von 4,5 : 1 üblich geworden zu sein.

### Fahrgestell
Zum Radstand der Biddle-Fahrzeuge gibt es unterschiedliche Daten. Meist werden 120 Zoll (3048 mm) genannt, eine einzelne Quelle führt für 1915 wahlweise auch 122 Zoll (3099 mm) an. Ab 1917 wurde er leicht verlängert auf 121 Zoll (3073 mm). Nach einer Quelle blieb es bis zum Produktionsende dabei, eine andere führt davon abweichend 122 Zoll (3099 mm) in den Jahren 1917–1919 an sowie mit dem B-5 eine Version mit 125 Zoll (3175 mm) für 1920–1923.
Das Fahrzeug hatte einen Leiterrahmen, Linkslenkung und einen im Heck untergebrachten Benzintank. Zum Radstand der Biddle-Fahrzeuge gibt es unterschiedliche Daten. Eine einzelne Quelle nennt für 1915 Fahrgestelle mit einem Radstand von wahlweise 120 Zoll (3048 mm) oder 122 Zoll (3099 mm).

### Karosserien
Die meisten Biddle erhielten Werkskarosserien von Fleetwood. Dieses Unternehmen führte schon vor seiner Übernahme durch General Motors eine beachtliche Kundenliste mit einigen der exklusivsten Automobilhersteller. Dazu gehörten unter anderem ALCo, Benz, Simplex und Crane-Simplex, Daniels, Doble, Duesenberg, F.R.P., Hispano-Suiza, Isotta Fraschini, Locomobile, Minerva, Owen Magnetic, Packard, Pierce-Arrow, Richelieu und Rolls-Royce.
Ab 1921 – demnach für die laufende Biddle Series B – wurden nicht minder hochwertigen Aufbauten von Raulang verwendet. Dies war eine Marke der Baker, Rauch und Lang Company, die auch den hauseigenen Rauch and Lang Electric, den angeschlossenen Owen Magnetic, aber auch Cadillac, Duesenberg, Franklin, Packard, Peerless, Stearns-Knight Wills Sainte Claire und andere Fahrgestelle karossierte.
Für Series B ist ein Roadster von Brewster belegt. Der gelegentlich angeführte Zusatzname Rosemont könnte ein Hinweis auf die Derham Body Company sein; dieser Karosseriebauer hatte seinen Sitz in Rosemont (Pennsylvania).
Es scheint, dass man sich bei Biddle bewusst war, dass der kurze Radstand im Luxusmarkt zunehmend von Nachteil war. Selbst der B-5 war mit seinen 125 Zoll eher kurz; klassenüblich wurden Radstände von 132 und 136 Zoll. Es fällt auf, dass nicht nur die Auswahl an Werkskarosserien zurückging, auch die anfangs bei Biddle dominierenden, konservativen Bauformen wie Brougham, Landaulet und Town Car verschwanden zu Gunsten sportlicherer Aufbauten, die besser zum gedrungenen Erscheinungsbild passten. So war der B-1 zeitweilig in zwei Roadster- und einer Speedster-Werkskarosserie lieferbar und ein Sedan für Selbstfahrer ersetzte die Chauffeur-Limousine.
Die Aufbauten für Biddle folgten stets der traditionellen Karosseriebaukunst und bestanden unabhängig davon, ob sie in Kleinserie oder individuell angefertigt wurden, üblicherweise aus einem Holzgerippe mit Blechbeplankung, seltener mit Sperrholz und Kunstlederverkleidung (Patent Weymann).
Dieser Artikel verwendet Karosseriebezeichnungen, die zu dieser Zeit von der SAE, damals Society of Automobile Engineers, empfohlen wurden.

## Produktion
Exakte Produktionszahlen liegen nicht vor. Eine Quelle nennt je 100 gebaute Exemplare in den Jahren 1915 und 1916 sowie jeweils höchstens 500 jährlich bis 1919. Nur 40 Fahrzeuge wurden 1920 montiert und von der Crane-Biddle Co. 1921 ausgeliefert. Dazu kommen noch einige weitere Exemplare, die 1921 und 1922 fertiggestellt wurden. Die gesamte Produktion wird auf 1750 Exemplare geschätzt.

## Biddle heute
Biddle-Automobile sind überaus selten. Bekannt ist ein Modell D Touring mit Victoria („Kinderwagen“)-Verdeck von 1915 oder 1916 – die Quellen variieren, wie so oft bei Biddle – seit langem im Besitz des Boyertown Museum of Historic Vehicles in Boyertown (Pennsylvania). Es war am Concours d’Elegance The Elegance at Hershey des AACA im Juni 1916 in Hershey (Pennsylvania) zu sehen. Das Fountainhead Antique Auto Museum in Fairbanks (Alaska) besitzt ein Modell H Town Car von 1918, das es 2012 am Pebble Beach Concours d’Elegance zeigte. Ein Modell B-1 „Ormond Speedway Special“ von 1922 wurde an einer Auktion anlässlich des Hershey-Teilemarktes 2011 angeboten. Bei einem Schätzpreis von US$ 150.000,- bis 175.000,- erhielt es ein Höchstgebot von US$ 80.000,- und blieb somit unverkauft.
Es ist kein existierendes Exemplar mit Walking-Beam-Motor bekannt.

## Anmerkungen

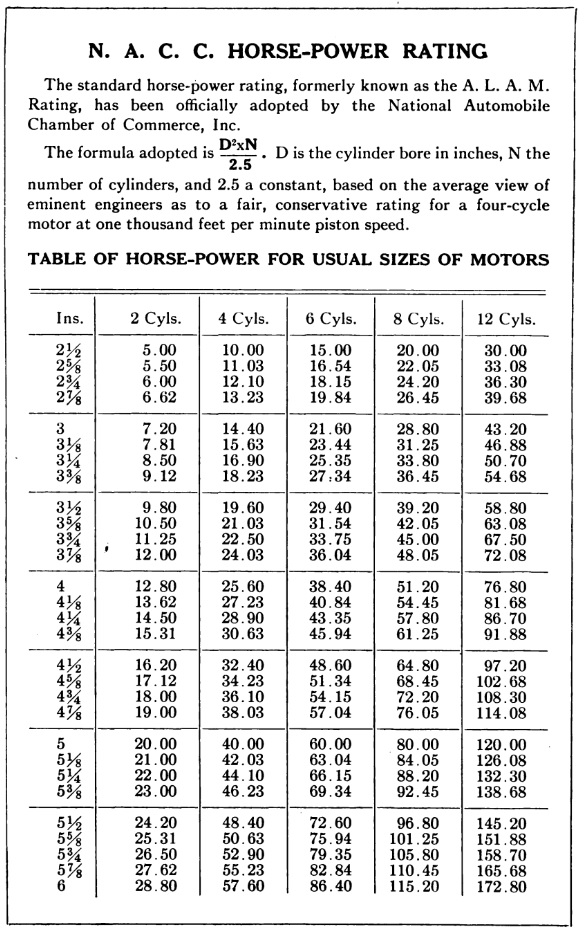
N.A.C.C.-Rating. Tabelle für 1917–18.